# Championnat des États-Unis de rugby à XV de 2e division
Le Championnat des États-Unis de rugby à XV de deuxième division ou Men's DII Championship est le second échelon des compétitions nationales de rugby à XV aux États-Unis. C'est une compétition qui constitue l'antichambre de l'élite, le Men's DI Championship.

## Format
Le championnat est composé d'équipes réparties dans 17 Conferences au sein des 12 secteurs géographiques dénommés Geographical Unions (GUs).

## Clubs de l'édition 2016-2017
| Arizona - Tempe Old Devils - Red Mountain Warthogs - Scottsdale Blues | Carolinas Georgia - Atlanta Old White - Atlanta Renegades - Charlotte Rugby - Life Running Eagles D2 | Empire - New Jersey - Morris Lions - Monmouth Rugby - Princeton Athletic - Bayonne Bombers - Montclair Norsemen - Union County Mudturtles | Empire - NYC - New-York Rugby - Village Lions - Old Blue RFC D2 - New Haven Old Black - White Plains Rugby - Long Island Rugby |

| Empire - UpState - Buffalo Rugby - South Buffalo Rugby - Syracuse Chargers - Rochester Aardvarks | Florida - Boca Raton Buccaneers - Fort Lauderdale Rugby - Jacksonville Rugby - Miami Rugby - Miami Tridents - Naples Hammerheads - Okapi Wanderers - Orlando Rugby - Tampa Bay Krewe | Mid-America - St. Louis Bombers RFC - Kansas City Rugby - Kansas City Islanders - Omaha Goats - Kansas City Blues D2 | Mid-Atlantic - North - Philadelphia Whitemarsh - Old Gaelic Rugby - Lancaster Roses - Doylestown Dragons - Media Rugby - Brandywine Rugby |

Mid-Atlantic - South
- Washington Irish
- Raleigh Vipers
- Northern Virginia Rugby
- Richmond Lions
- Rocky Gorge Rugby D2
- Washington Rugby

| Midwest - Central - Lincoln Park Rugby - South Side Irish - Indianapolis Impalas - Chicago Blaze - Fox Valley Maoris | Midwest - East - Detroit Tradesmen - Cleveland Crusaders - Pittsburgh Rugby - Grand Rapids Gazelles | Midwest - West - Wisconsin Rugby - Green Bay Celtics - Metropolis Minneapolis D2 - Eastside Banshees - St. Paul Jazz Pigs | New England - Worcester Rugby - Newport Rugby - Mystic Barbarians - Albany Knickerbockers - Portland Rugby - South Shore Anchors - Hartford Wanderers - Boston Irish D2 - Amoskeag Rugby - Providence Rugby - Burlington Rugby |

| Northern California - Bay Area Baracus - Berkeley Rugby - Chico Mighty Oaks - Diablo Olde Gaels - Fresno Rugby - Life West Gladiators D2 - Napa Valley Rugby - Sacramento Blackhawks - Sacramento Capitals - San Jose Seahawks - Silicon Valley Rugby - Vacaville Old Dogs | Pacific Northwest - Salem Spartans - 43rd State Crimson Lions - Tacoma Nomads - Chuckanut Bay Geoducks - Bud Bay Buffaloes - Eastside Axemen | Red River 1B - Austin Blacks D2 - Dallas Rugby D2 - Griffins Rugby D2 - Dallas Harlequins D2 - Austin Huns D2 - Houston Athletic D2 |

| Red River - North - Little Rock Stormers - Tulsa Rugby - Dallas Athletic - Oklahoma City Crusaders - Fort Worth Rugby - Shreveport Rugby | Red River - South - Houston United - San Antonio Rugby - The Woodlands Rugby - Alamo City Rugby - Katy Lions | Rio Grande - Albuquerque Aardvarks - El Paso Scorpions - New Mexico Brujos - Las Cruces Horny Toads - Fort Bliss Rugby - Santa Fe Santos | Rocky Mountain - Glendale Raptors D2 - Park City Haggis - Denver Barbarians D2 - Provo Steelers - Boulder Rugby - Denver Harlequins |

| Southern California - Blue - Back Bay Sharks - Huntington Beach Unicorns - Ventura County Outlaws - Las Vegas Irish - San Luis Obispo Rugby - Oceanside Chiefs - San Fernando Valley - Kern County Rugby - North County Gurkhas - South Bay Rhinos | Southern California - White - San Diego Old Aztecs D2 - Pasadena Rugby D2 - Los Angeles Rugby D2 - Santa Monica Dolphins D2 - Belmont Shore Rugby D2 | True South - North - Chattanooga Rugby - Hopkinsville Headhunters - Knoxville Possums - Nashville Rugby | True South - South - Baton Rouge Rugby - Birmingham Vulcans - Jackson Rugby - Memphis Blues |  |

## Palmarès[1]
| Année | Lieu                     | Vainqueur                      | Score   | Finaliste                   |
| ----- | ------------------------ | ------------------------------ | ------- | --------------------------- |
| 1992  | Mobile (Alabama)         | Battleship Rugby Football Club | -       | Nashville RFC               |
| 1993  | Mobile (Alabama)         | Santa Rosa R.C.                | -       | Nashville RFC               |
| 1994  | Austin (Texas)           | Santa Rosa R.C.                | 27 - 3  | Lincoln Park Rugby          |
| 1995  | Austin (Texas)           | Michigan Rugby                 | 42 - 27 | San Fernando Valley R.C.    |
| 1996  | Chicago (Illinois)       | Snake River Rugby              | 29 - 15 | Tempe Old Devils            |
| 1997  | San Diego (Californie)   | Hayward Griffins Rugby         | 22 - 16 | Huntington Beach RFC        |
| 1998  | San Diego (Californie)   | Wisconsin Rugby                | 16 - 8  | Frederick Rugby Club        |
| 1999  | Lemont (Illinois)        | Orange County RFC              | 32 - 22 | Grand Rapids Gazelles RFC   |
| 2000  | Rockford (Illinois)      | Fort Worth Rugby               | 22 - 17 | Grand Rapids Gazelles RFC   |
| 2001  | Rockford (Illinois)      | Woodlands RFC                  | 42 - 35 | Milwaukee RFC               |
| 2002  | Indianola (Pennsylvanie) | New Haven Old Black Rugby      | 48 - 27 | South Side Irish            |
| 2003  | Indianola (Pennsylvanie) | Riverside Rugby Club           | 41 - 15 | Tempe Rugby Club            |
| 2004  | Indianola (Pennsylvanie) | Fairfield Yankees              | 23 - 3  | Nashville RFC               |
| 2005  | San Diego (Californie)   | Park City Haggis               | 26 - 17 | Atlanta Old White RFC       |
| 2006  | San Diego (Californie)   | Pearl City Rugby               | 32 - 5  | Santa Barbara Grunion       |
| 2007  | San Diego (Californie)   | Raleigh RFC                    | 29- 27  | Red Mountain Rugby          |
| 2008  | Glendale (Colorado)      | Red Mountain Rugby             | 41 - 18 | Brandywine Rugby            |
| 2009  | Glendale (Colorado)      | East Palo Alto Razorbacks      | 46 - 22 | Albuquerque Aardvarks Rugby |
| 2010  | Glendale (Colorado)      | Tampa Bay Krewe Rugby          | 29 - 17 | Doylestown RFC              |
| 2011  | Glendale (Colorado)      | New Orleans Rugby              | 27 - 21 | Tampa Bay Krewe Rugby       |
| 2012  | Glendale (Colorado)      | Rocky Gorge Rugby              | 37 - 26 | Wisconsin RC                |
| 2013  | Madison (Wisconsin)      | Wisconsin RC                   | 60 - 27 | Wilmington RC               |
| 2014  | Madison (Wisconsin)      | Rocky Gorge Rugby              | 29 - 5  | Tempe Old Devils            |
| 2015  | Glendale (Colorado)      | Life West Gladatiors           | 43 - 24 | Wisconsin Rugby             |
| 2016  | Glendale (Colorado)      | Tempe Old Devils               | 54 - 21 | Detroit Tradesmen           |
| 2017  | Glendale (Colorado)      | St. Louis Bombers RFC          | 24 - 50 | Life Running Eagles D2      |
| 2018  | Glendale (Colorado)      | Detroit Tradesmen              | 38 - 39 | Denver Barbarians           |
| 2019  | Obetz (Ohio)             | Olympic Club Rugby             | 12 - 10 | Atlanta Old White           |